# Magyar Történelmi Társulat
Magyar Történelmi Társulat – węgierskie towarzystwo historyczne założone w 1867 r. Wydaje czasopismo „Századok”.

## Prezesi
- 1867–1876 Imre Mikó(inne języki)
- 1877–1878 Mihály Horváth(inne języki)
- 1878–1886 Arnold Ipolyi
- 1887–1888 Gábor Kemény(inne języki)
- 1889–1894 Antal Szécsen(inne języki)
- 1894–1913 Géza Teleki(inne języki)
- 1913–1916 Lajos Thallóczy
- 1917–1932 Kunó Klebelsberg(inne języki)
- 1933–1944 Bálint Hóman(inne języki)
- 1946–1949 Ferenc Eckhart(inne języki)
- 1949–1958 Erzsébet Andics
- 1958–1966 Erik Molnár(inne języki)
- 1967–1975 Győző Ember(inne języki)
- 1975–1982 Iván T. Berend(inne języki)
- 1982–1985 László Makkai(inne języki)
- 1986–1990 Sándor Balogh
- 1991–1999 István Diószegi(inne języki)
- 1999–2007 Domokos Kosáry(inne języki)
- 2007–2015 István Orosz(inne języki)
- 2015– Róbert Hermann(inne języki)